# Banzaê
Banzaê är en kommun i Brasilien.   Den ligger i delstaten Bahia, i den östra delen av landet, 1 200 km nordost om huvudstaden Brasília. Antalet invånare är 11 811.
Omgivningarna runt Banzaê är huvudsakligen savann. Runt Banzaê är det ganska tätbefolkat, med 56 invånare per kvadratkilometer.